# Округ Марин
Округ Марин (енгл. Marin County) округ је у савезној држави Калифорнија, САД. Налази се у северном делу Заливске области Сан Франциска, а са Сан Франциском га повезује мост Голден гејт. Округ Марин је један од првобитних округа Калифорније који су формирани 1850. Није јасно како је округ добио име. Према једној теорији, округ је добио име по поглавици Марину из племена обалских Мивок индијанаца. По другој теорији, залив Сан Франциско се у области данашњег округа звао „Bahía de Nuestra Señora del Rosario la Marinera“, па је назив округа изведеница од тога имена.
Седиште округа и највећи град је Сан Рафаел. Површина округа је 2.145 km², од чега је 1.346,3 km² (62,76%) копно, а 798,7 km² (37,24%) вода.
Према попису из 2010. округ је имао 252.409 становника.
Округ Марин је 2009. био на петом месту на листи округа САД са највећим приходом по глави становника, који је тада износио 91.483 долара. Као и остали окрузи Заливске области, и Округ Марин је снажно упориште Демократске странке.
Округом управња одбор супервизора.

## Највећи градови
| Град        | Бр. становника (2010) |  |
| ----------- | --------------------- |  |
| Сан Рафел   | 57.713                |  |
| Новато      | 51.904                |  |
| Мил Вали    | 13.903                |  |
| Сан Анселмо | 12.336                |  |
| Ларкспер    | 11.926                |  |